# Adriana Dias
Adriana Abreu Magalhães Dias (1970 – 29 de janeiro de 2023) foi uma brasileira antropóloga, feminista, antifascista e militante pelos direitos de pessoas com deficiência e doenças raras. Por causa de seu trabalho, Dias foi apelidada de caçadora de nazistas.

## Biografia
Formada em Ciências Sociais pela Universidade Estadual de Campinas, mestre (2007) e doutora (2018) em antropologia pela mesma instituição. Desde sua graduação, Dias se especializou no estudo do neonazismo no Brasil; seu trabalho discorre sobre a organização desses grupos em ambientes virtuais. Em sua metodologia, sempre que encontrava um site neonazista, ela o imprimia fisicamente e o denunciava até que ele fosse derrubado. Dias identificou 334 células neonazistas em atividade no país, esse número tendo saltado para 530 em 2021. Uma de suas descobertas foi uma carta de 2004 assinada pelo então deputado Jair Bolsonaro divulgada em um site neonazista; nela o político escreve: "Todo retorno que tenho dos comunicados se transforma em estímulo ao meu trabalho. Vocês são a razão da existência do meu mandato.”
Dias era portadora de osteogênese imperfeita, e ficou conhecida por seu ativismo pelos direitos das pessoas com deficiência e doenças raras. Ela foi a criadora do Instituto Baresi, fórum nacional associando pessoas com doenças raras, deficiências e outros grupos de minoria, coordenou do Comitê “Deficiencia e Acessibilidade” da Associação Brasileira de Antropologia e foi membro da American Anthropological Association. Na política, integrou a Frente Nacional de Mulheres com Deficiência, foi parte da  Associação Vida e Justiça de Apoio às Vítimas da Covid-19, participou da equipe de transição do terceiro governo de Luiz Inácio Lula da Silva, em 2022, participou de audiências da Comissão Parlamentar de Inquérito da Câmara de Campinas que investigava crimes nazifascistas, e foi importante na criação do Projeto de Lei que instituiu o Dia Nacional de Doenças Raras.
Dias morreu aos 52 anos em 29 de janeiro de 2023, de câncer cerebral.